# 桑农峰

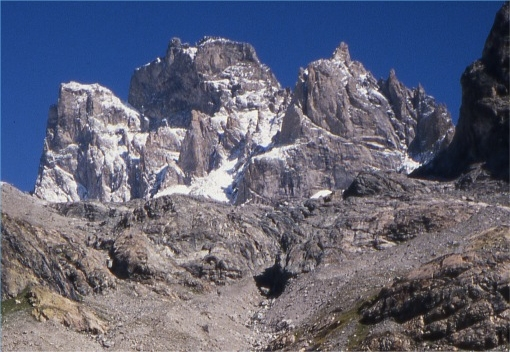

44°53′36″N 6°23′00″E / 44.89333°N 6.38333°E
桑农峰（法語：Pic Sans Nom，意为“无名峰”）是法國的山峰，位於該國東南部，由上阿爾卑斯省負責管轄，屬於多菲内山中埃克蘭山的一部分，海拔高度3,913米，人類在1877年7月10日首次登頂。